# Новоиглайкинское сельское поселение
Новоиглайкинское се́льское поселе́ние — муниципальное образование в Нурлатском районе Татарстана Российской Федерации.
Административный центр — село Новое Иглайкино.

## История
Статус и границы сельского поселения установлены Законом Республики Татарстан от 31 января 2005 года № 32-ЗРТ «Об установлении границ территорий и статусе муниципального образования "Нурлатский муниципальный район" и муниципальных образований в его составе».

## Население
| 2010  | 2011  | 2012  | 2013  | 2014  | 2015  | 2016  |
| ----- | ----- | ----- | ----- | ----- | ----- | ----- |
| 1215  | ↘1209 | ↘1184 | ↘1159 | ↘1143 | ↘1127 | ↘1123 |
| 2017  | 2018  |       |       |       |       |       |
| ↘1109 | ↘1097 |       |       |       |       |       |

## Состав сельского поселения
| № | Населённый пункт | Тип населённого пункта            | Население |
| - | ---------------- | --------------------------------- | --------- |
| 1 | Клиновка         | посёлок железнодорожного разъезда |           |
| 2 | Некрасовка       | посёлок                           |           |
| 3 | Новое Иглайкино  | село, административный центр      |           |
| 4 | Светлое Озеро    | деревня                           |           |
| 5 | Старое Иглайкино | деревня                           |           |
| 6 | Тукай            | посёлок                           |           |